# Ernst Köpf junior
Ernst Köpf junior (* 24. Juni 1968 in Augsburg) ist ein ehemaliger deutscher Eishockeyspieler und -trainer, der in seiner aktiven Zeit von 1985 bis 2003 unter anderem für den Kölner EC, die Düsseldorfer EG in der Bundesliga bzw. DEL gespielt hat. Sein Vater Ernst Köpf senior war ebenfalls Eishockeynationalspieler.

## Karriere
Ernst Köpf begann seine Karriere als Eishockeyspieler beim Augsburger EV, für den er von 1985 bis 1987 in der 2. Liga Süd aktiv war. Anschließend wechselte der Angreifer zum Bundesligisten Kölner EC, mit dem er in der Saison 1987/88 auf Anhieb Deutscher Meister wurde. Nach insgesamt fünf Jahren verließ er 1992 die Domstädter und unterschrieb bei deren rheinischen Rivalen Düsseldorfer EG, mit der er in den Spielzeiten 1992/93 und 1995/96 erneut die nationale Meisterschaft gewann. Ursprünglich hatte Köpf beim KEC einen Vertrag bis 1993, aber durch einen Sonderpassus in seinem Vertrag wechselte er bereits zur Saison 1992/93 zum Düsseldorfer Traditionsverein. Köpf hätte nur dann bis 1993 beim KEC bleiben müssen, wenn auch der damalige Trainer Hardy Nilsson geblieben wäre. 1996 wurde Köpf dann wiederum mit Nilsson Deutscher Meister.
Nachdem Köpf in der Saison 1997/98 in der zweitklassigen 1. Liga Süd für den SC Bietigheim-Bissingen auflief, kehrte er zu seinem Ex-Club aus Düsseldorf zurück, der sich aus finanziellen Gründen aus der DEL zurückgezogen hatte. In der 1. Bundesliga erzielte der Linksschütze in 32 Spielen insgesamt 28 Scorerpunkte, darunter 13 Tore. Daraufhin pausierte er vier Jahre, ehe er in den Playoffs der Saison 2002/03 mit dem Regionalligisten Berlin Capitals den Aufstieg in die Oberliga erreichte, in der er in der folgenden Spielzeit als Assistenztrainer der Hauptstädter aktiv war.
Ernst Köpf gründete 2007 die Alpha Sports GmbH, die Profisportler bei Verfahren gegen die gesetzliche Unfallversicherung unterstützt und diese vorfinanziert. Im Juli 2014 kandidierte er für den Posten des Vizepräsidents Sport des Deutschen Eishockey-Bunds (DEB).

### International
Für Deutschland nahm Köpf an der U20-Junioren-B-Weltmeisterschaft 1987, sowie den Weltmeisterschaften 1991, 1992, 1993 und 1994 teil. Des Weiteren stand er im Aufgebot Deutschlands bei den Olympischen Winterspielen 1992 in Albertville.

## Erfolge und Auszeichnungen
- 1987 Aufstieg in die Top Division bei der U20-Junioren-Weltmeisterschaft der Division I
- 1988 Deutscher Meister mit dem Kölner EC
- 1993 Deutscher Meister mit der Düsseldorfer EG
- 1996 Deutscher Meister mit der Düsseldorfer EG
- 2003 Aufstieg in die Oberliga mit den Berlin Capitals